# Gard (rzeka)
Gard (lub Gardon) – rzeka we Francji, przepływająca przez tereny departamentów Gard oraz Lozère. Stanowi prawy dopływ dolnego Rodanu. 
Gard powstaje z połączenia się rzek Gardon d'Alès i Gardon d'Anduze. Długość rzeki to 71 km. Na rzece znajduje się rzymski akwedukt Pont-du-Gard z 19 r. p.n.e.

## Etymologia
Określenie „Gardon” związane z nazwą miasta lub wioski używane jest ogólnie w odniesieniu do większości dopływów tego cieku wodnego. Trudno jest zatem ustalić, która rzeka jest dopływem drugiej, ponieważ prawie wszystkie są nazywane „Gardon”. Gdy idziemy w górę rzeki, każda gałąź (jeśli dwie rzeki mają równe znaczenie) generuje dwie odnogi i tak dalej.

## Powodzie[3]
Rzeka wylała we wrześniu 2002 roku i ponownie w grudniu 2003. Gard miała rekordowe powodzie, które uszkodziły wiele mostów w Gard oraz Lozère, w tym Pont Saint-Nicolas, który został w pełni odrestaurowany. Obecnie rzeka ma niewiele oznak powodzi.

## Rekreacja
Rzymski akwedukt Pont du Gard i XVI-wieczny Pont Saint-Nicolas to dwa zabytkowe mosty, które przecinają Gardon. Gorges du Gardon, które kończą się w Pont Saint-Nicolas, są popularnym miejscem rekreacyjnym dla kajakarstwa, wspinaczki i pieszych wycieczek. We wsi Collias, około 12 kilometrów w dół rzeki od Pont Saint-Nicolas, znajduje się kilka agencji wynajmu kajaków, które przewożą klientów w górę rzeki do Pont Saint-Nicolas (dopóki poziom rzeki nie spadnie pod koniec czerwca). Po wypłynięciu kajakiem z Collias dociera się do Pont du Gard w ciągu około półtorej godziny.

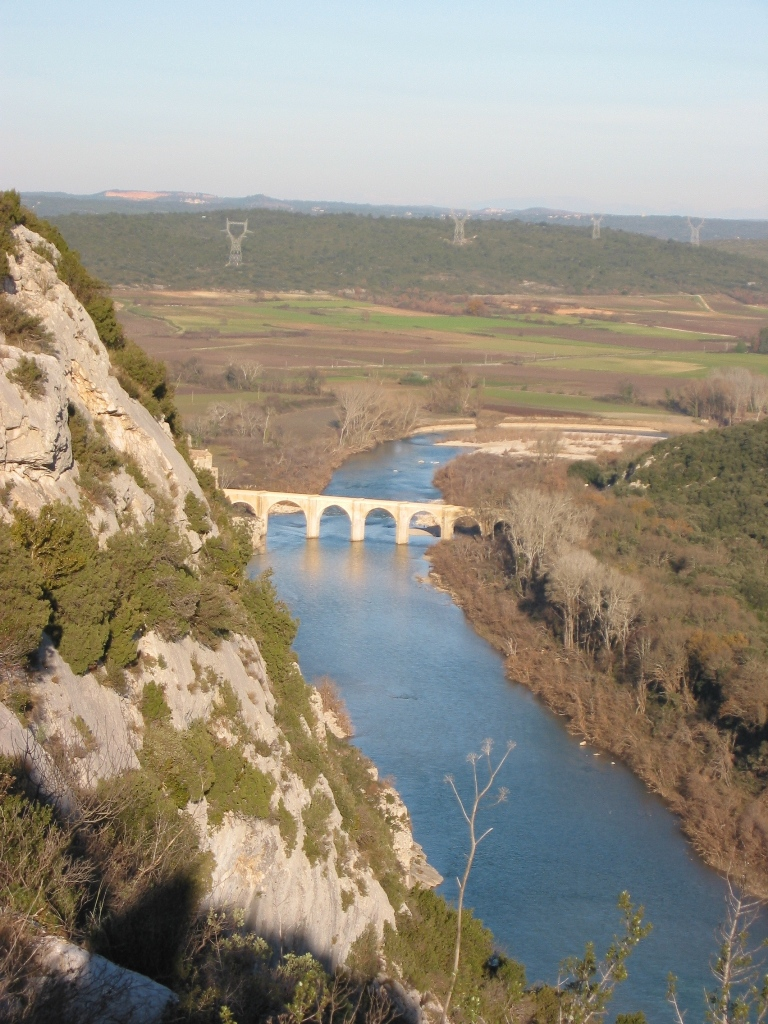
Rzeka Gardon w okolicy Pont du Gard

## Miejsca, przez które przepływa rzeka[4]
- Lozère
- Gard: Anduze, Saint-Jean-du-Gard, Saint-André-de-Valborgne, Remoulins, Montfrin